# Ambasada Węgier w Tbilisi
Ambasada Węgier w Tbilisi (węg. Magyarország Nagykövetsége Tbiliszi) – misja dyplomatyczna Węgier w Gruzji.
Ambasador Węgier w Tbilisi akredytowany jest również w Republice Armenii.

## Historia

### Gruzja
Węgry nawiązały stosunki dyplomatyczne z Gruzją 14 maja 1992. Do 2008 w Gruzji akredytowany był ambasador Węgier w Kijowie. W 2008 otwarto węgierską placówkę w Tbilisi.

### Armenia
Węgry nawiązały stosunki dyplomatyczne z Armenią 30 marca 1992.

### Ambasadorzy
- Gábor Sági (2008 - 2011)
- Sándor Szabó (2011 - 2017)
- Viktória Horváth (2017 - nadal)[1]